# 科羅納 (新墨西哥州)
科羅納（英語：Corona）是位於美國新墨西哥州林肯縣的村。

## 人口
根據2020年美國人口普查的數據，科羅納的面積為2.66平方千米，皆為陸地。當地共有人口129人，而人口密度為每平方千米48人。